# Vår bästa country
Vår bästa country är ett samlingsalbum av det svenska dansbandetet Lasse Stefanz, utgivent 29 februari 2012. Albumet innehåller några av bandets countrydoftande isnpelningar mellan åren 1989 och 2011.

## Låtlista
1. När Countryn kom till Skåne
2. Saknar dig
3. Tänk på mig ibland
4. More Then I Can Say
5. Öppna dina ögon
6. Du vinner igen
7. Är det kärlek du behöver
8. Det är dig jag ser
9. Båten till Köpenhamn
10. En man som han
11. En ring på ditt finger
12. Ge mej en ros
13. Måne över Uppland
14. Låt en morgon vakna
15. Det kanske är ditt hjärtas fel
16. Emelie
17. Vagabond
18. När inte himlens är så blå
19. Hon tror hon vet
20. Österlensvisan
21. Jackson
22. Säg till när du är klar
23. California Blue
24. Tid att ta farväl
25. En slant i min Jukebox
26. Mexican Girl
27. Jag ångrar mig
28. Det är samma blåa ögon
29. Etthundra mil från dig
30. Morgongåva
31. För många minnen kvar
32. Wait A Minute
33. Today I started Loving You
34. Kan vi trots allt vara vänner
35. Orden som min mor sa
36. Du och jag
37. Nu får det vara slut
38. Mitt hjärta tar semester
39. En flicka från igår
40. Om himlen och Österlen

## Listplaceringar
| Lista (2012) | Topplacering |
| ------------ | ------------ |
| Sverige      | 2            |